# Lethrinus obsoletus
Lethrinus obsoletus és una espècie de peix pertanyent a la família dels letrínids.

## Descripció
- Pot arribar a fer 60 cm de llargària màxima (normalment, en fa 30).
- 10 espines i 9 radis tous a l'aleta dorsal i 3 espines i 8 radis tous a l'anal.
- El cos és de color marró clar o entre oliva i marró, més clar a la zona ventral.
- El cap, sovint, presenta diverses franges verticals i diagonals fosques i clares.
- De vegades, mostra tasques blanques a sota de l'ull.
- Les aletes són blanquinoses o bronzejades, de vegades clapejades.
- La vora posterior de l'opercle és de color marró fosc.[5][6]

## Alimentació
Menja mol·luscs, crustacis i equinoderms.

## Hàbitat
És un peix marí, associat als esculls i de clima tropical (28°N-23°S) que viu fins als 30 m de fondària.

## Distribució geogràfica
Es troba des del mar Roig i l'Àfrica oriental fins a les illes Ryukyu, Tonga i Samoa.

## Longevitat
La seua esperança de vida és 14 anys.

## Observacions
És inofensiu per als humans i es comercialitza fresc.